# Gathas
| « | Les mans esteses en l'acte de adorar-te, oh Mazdā, vaig a demanar-te també per la intercessió de Vohu Manah. Amb el teu esperit d'amor a tu, oh Asha, ordre i justícia, t'imploro poder gaudir de la llum de la saviesa i la consciència pura, i poder suportar el consol per l'ànima de la vaca(Avestā, Yasna. XXVIII.1, en Avestā. Torino, UTET, 2008, pag.150.) | » |
| — ahyâ ýâsâ nemanghâ ustânazastô rafedhrahyâ manyêush mazdâ pourvîm speñtahyâ ashâ vîspêñg shyaothanâ vanghêush xratûm mananghô ýâ xshnevîshâ gêushcâ urvânem | |   |

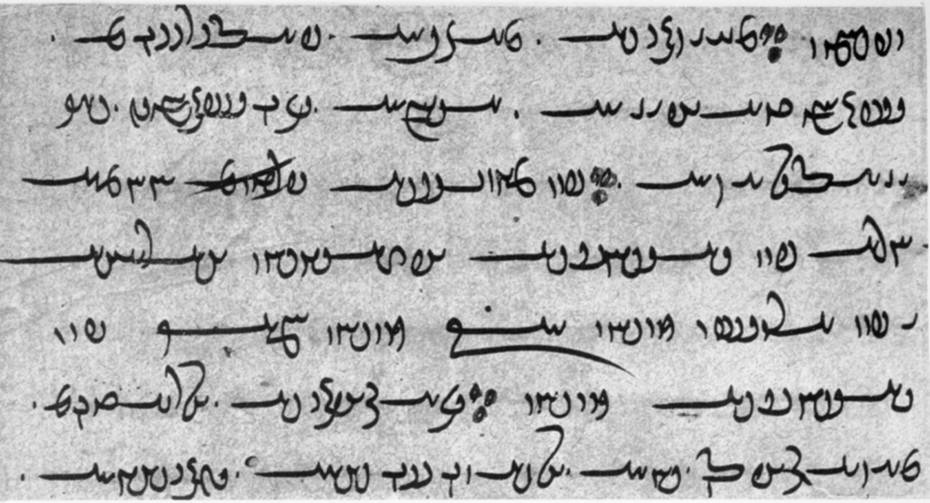
Avesta, Gāthā Ahunavaitī del Yasna 28.1, text atribuït a Zaratustra (Biblioteca Bodleiana MS J2)

Els Gathas (en avèstic, Gāθās, "cants") són els 17 himnes, agrupats en cinc cants religiosos, anomenats yasnas que s'han atribuït al profeta Zaratustra (Zoroastre), que resulten ser la part més antiga de l'Avesta i que són considerats com els textos més sagrats de la fe zoroàstrica.

## Estructura i organització
Els Gathas estan en vers, amb mètrica de l'antiga poesia religiosa iraniana, que és extremadament concisa i on les construccions gramaticals són excepció.
Els 17 himnes (hātì) dels Gathas consten de 238 versos, al voltant de 1300 línies o 6000 paraules en total. Més tard van ser incorporats als 72 capítols del Yasna (capítol: ha o had, del avèstic ha'iti, "cort"), que al seu torn és la col·lecció litúrgica primària de texts en el major compendi de l'Avesta. Els 17 himnes són identificats pel seu nombre de capítol del Yasna, i es divideixen en cinc cants principals:
1. Yasna 28-34, Gatha Ahunavaiti ("Cant del Senyor", cf. Ahuna Vairya), 100 estrofes, (3 versos, 7+9 mètrica sil·làbica).
2. Yasna 43-46, Gatha Ushtavaiti ("Cant de la felicitat". La felicitat és pel que porta felicitat al seu proïsme), 66 estrofes (5 versos, 4+7 mètrica sil·làbica).
3. Yasna 47-50, Gatha Spenta Mainyu ("Cant de l'esperit benefactor o de l'esperit sant del be'), 41 estrofes (4 versos, 4+7 mètrica sil·làbica).
4. Yasna 51, Gatha Vohu Khshathra ("Cant del bon domini o regne"), 22 estrofes (3 versos, 7+7 mètrica sil·làbica).
5. Yasna 53, Gatha Vahishto Ishti ("Cant del més desitjat o estimat"), 9 estrofes (4 versos, dos de 7+5 i dos de 7+7 síl·labes).

Amb l'excepció de l'Ahunavaiti Gatha, que porta el nom de la pregària Ahuna Vairya (Yasna 27, que no està als Gathas), els noms dels Gathas provenen de la primera paraula del primer cant de cadascun. La mètrica dels himnes està històricament relacionada amb la família tristubh-jagati védica de mètriques. Els himnes amb aquestes mètriques mesuradores es reciten, no es canten.
L'ordre seqüencial dels Gathas és interromput estructuralment pel Yasna Haptanghaiti ("Yasna dels set capítols", capítols 35-41, lingüísticament tan antics com els Gathas, però en prosa) i altres dos himnes menors en Yasna 42 i 52.

## Llenguatge
El llenguatge dels Gathas, avèstic antic o gàtic, pertany a l'antic grup lingüístic iranià, que és un subgrup de les famílies orientals de les llengües indoeuropees.

## Contingut
Alguns dels versos dels Gathas estan directament dirigits a l'Omniscient Creador Ahura Mazda. Aquests versos, de caràcter devocional, exposen les essències divines de la veritat (Asha), el bon pensament (Vohu Manah) i l'esperit de la rectitud o honradesa. Uns altres estan dirigits a la gent que podia haver vingut a escoltar al profeta, i en aquests, exhorta a la seva audiència a viure una vida com la d'Ahura Mazda i prega a la divinitat que intervingui al seu favor.
Altres versos, dels quals han pogut inferir-se alguns aspectes de la vida de Zaratrustra, són semi-(acte) biogràfics, però tots giren entorn la seva missió per promoure la seva visió de la Veritat (Asha, de nou). Alguns dels passatges descriuen els primers intents del profeta per promoure els ensenyaments d'Ahura Mazda, i el rebuig posterior de les gents. Aquests rebutjos el van portar a dubtar del seu missatge, i en els Gathas va demanar ajuda a Ahura Mazda i el repudi dels seus oponents.
Els diversos himnes semblen haver estat composts en diferents períodes de la seva vida i si es llegeixen cronològicament, s'entrelluca un cert fervor i convicció en el seu missatge. Mentre que en els versos més antics, Zaratustra expressa a vegades els seus dubtes sobre la seva idoneïtat per a la missió, mai flaqueja en la seva convicció que el missatge és correcte. Un to de satisfacció i fe en la seva reivindicació és evident només en els últims himnes, i fins al final, on oficia les noces de la seva filla menor, en què segueix sent un predicador perseverant.
Diferents aspectes de la filosofia estan distribuïts per tota la col·lecció de Gathas, encara que no existeix cap disposició sistemàtica de la doctrina en els textos.

## Alguns extractes de Gathas
Zaratustra demana a Mazda que l'orienti
- En quina part de la terra vaig a tenir èxit? Se'm manté lluny de la meva família i la meva tribu. Ni la comunitat ni els tirans enganyosos del país em són favorables. Com puc gratificar-te, Oh Ahura Mazda? (46.1)

Zaratustra li demana a Mazda que el beneeixi
- M'apropo amb un pensament bo, Oh Ahura Mazda, perquè puguis concedir-me la benedicció de les dues existències (és a dir, física i mental), la material i la de pensament, la benedicció que emana de la Veritat, amb la qual un es pot posar en la teva voluntat. (28.2)
- Amb aquestes súpliques, Oh Ahura Mazda, pot ser que no t'enutgem, ni a la Veritat ni als Bons Pensaments, els que estem dempeus oferint-te nostres lloances. Tu ets el més veloç portador de la força i mantens el poder sobre els dons.
- Et demano, Oh Ahura, el càstig per al malvat que delega poder als quals enganyen i als quals no troben un mitjà de vida que no sigui danyar el bestiar i al pastor.
- Concedeix-nos una existència material i espiritual, per la qual puguem arribar (i estar) a la teva empara i al de la Veritat, per tots els temps. (41.6)
- Deixa als bons governants que assumeixin el govern (sobre nosaltres), amb accions de Bona Perspicàcia o bon esperit. No permetis que els mals governants assumeixen domini sobre nosaltres. Deixa que la millor perspicàcia, que purifica la progenie de la humanitat, s'apliqui també al bestiar boví. Tu l'alimentes per nosaltres perquè puguem menjar. (48.5)

Qüestions retòriques
- Et demano, Oh Ahura, que em diguis la veritat: De quina classe és la primera etapa de la Millor Existència? La que desitja que s'implanti perquè puguem gaudir dels dons, la que és una realitat, la santificada a través de la veritat, la que veu amb el seu esperit el resultat deixat per tots. Ets el sanador de l'existència, (nostre) aliat, Oh Mazda. (44.2)
- Et demano, Oh Ahura, que em diguis la veritat: Qui, per la procreació, és el pare primitiu de la Veritat? Qui va crear el curs del sol i els estels? A través de qui creix i minva la lluna? Són aquestes mateixes coses i altres més que m'agradaria saber, Oh Mazda. (44.3)

Zaratustra als seus seguidors
- La Veritat és el millor de tot el que és bo. Si ho desitges, la qual cosa es desitja és la veritat pel qual (representa) la millor veritat. (27.14)
- Per a la persona que és pura de cor cap a mi, per la meva banda, li assigno les millors coses que estan al meu abast, a través del Bon Pensament, però faig mal als quals ens perjudiquen. Oh Mazda, d'aquesta manera, gratifico la teva voluntat per la Veritat.

Zaratustra als seguidors de les druj ("Mentides")
- Coses brillants en lloc de plor serà la Recompensa per a les persones que s'apropin a la Possessió de la Veritat. No obstant això, un llarg període de foscor, falta d'aliments, i una paraula d'aflicció, tal com una existència de la vostra visió religiosa, us portarà als enganys de les vostres pròpies accions. (31.20)